# Арсенева, Клара Соломоновна
Клара Соломоновна Арсенева (наст. фамилия Арсенева-Букштейн; 1889—1972) — русская поэтесса и переводчица.

## Биография
Родилась в семье железнодорожника, окончила гимназию в Тифлисе, поступила на историко-филологические курсы в Петербурге. На её стихи обратили внимание Вяч. Иванов и З. Гиппиус, хотя её творчество было далеко от символизма, по строю и тематике воплощая камерную «женскую» поэзию, выросшую из раннего творчества Ахматовой. По лаконичной формулировке М. Л. Гаспарова, Арсенева «училась писать у А. Ахматовой, упрощая (но умело избегая как манерности, так и небрежности) её темы и интонации».
При жизни было опубликовано четыре небольших сборника стихов: Стихи о жизни (Пг, 1916), Стихи: Кн. вторая (1916—1920) (Тифлис, 1920), «Весна на окне» (М., 1958), «Сокровенные просторы» (М., 1968). Выступала как мемуаристка и переводчица, переводя, главным образом, армянских и грузинских поэтов.